# Weezer (Blue Album)
| 전문가 평가                   | 전문가 평가        |
| 평가 점수                     | 평가 점수          |
| 출처                          | 점수               |
| ----------------------------- | ------------------ |
| AllMusic                      | [ 1 ]              |
| Blender                       | [ 2 ]              |
| Chicago Sun-Times             | [ 3 ]              |
| Entertainment Weekly          | B (1994) A+ (2014) |
| NME                           | 7/10               |
| Pitchfork                     | 10/10              |
| Q                             | [ 8 ]              |
| Rolling Stone                 | [ 9 ]              |
| The Rolling Stone Album Guide | [ 10 ]             |
| Spin                          | A                  |

《Blue Album》으로도 알려진 《Weezer》는 미국의 록 밴드 위저가 1994년 5월 10일에 발매한 데뷔 스튜디오 음반이다. 더 카스의 선두주자 릭 오케이섹이 프로듀싱을 맡았으며, 1993년 8월부터 9월까지 뉴욕의 일렉트릭 레이디 스튜디오에서 녹음하였다. 기타리스트 제이슨 크로퍼는 녹음 도중 브라이언 벨이 대신하여 떠났다.
이 음반은 미국 빌보드 200에서 16위에 올랐고, 트리플 플래티넘 인증을 받았다. 이 음반은 싱글곡인 〈Undone – The Sweater Song〉, 〈Buddy Holly〉, 그리고 스파이크 존즈가 연출한 뮤직 비디오의 도움을 받아 위저에게 주류의 성공을 가져다 준 〈Say It Ain't So〉의 지원을 받았다. 2009년까지 이 음반은 미국에서 최소 330만 장, 전 세계적으로 1500만 장이 팔렸다.

## 배경
위저는 1992년 2월 14일, 로스앤젤레스에서 보컬 겸 기타리스트 리버스 쿼모, 드러머 패트릭 윌슨, 베이시스트 맷 샵, 기타리스트 제이슨 크로퍼에 의해 결성되었다. 비록 그들이 〈Undone – The Sweater Song〉과 〈Say It Ain't So〉를 포함한 미래의 히트곡을 공연했지만, 쿼모는 그들이 대신 그런지 밴드를 보기를 원하는 관객들을 참여시키기 위해 노력했다고 말했다.
위저는 LA 주변에서 소동을 일으키기 위해 《The Kitchen Tape》라는 데모 테이프를 녹음했다. 이는 댓 독과 같은 어음에서 공연할 얼터너티브 록 밴드를 찾는 메이저 레이블 A&R 관계자들의 관심을 끌었다. 위저는 1993년 6월 26일 게펀 레코드의 A&R 담당자 토드 설리번과 DGC 레코드에 계약을 맺었다.

## 곡 목록
모든 곡들은 특별한 언급이 없는 한 리버스 쿼모에 의해 작사/작곡하였다.
| #   | 제목                                      | 작사·작곡                               | 재생 시간 |
| --- | ----------------------------------------- | --------------------------------------- | --------- |
| 1.  | 〈My Name Is Jonas〉                      | 리버스 쿼모, 패트릭 윌슨, 제이슨 크로퍼 | 3:23      |
| 2.  | 〈No One Else〉                           |                                         | 3:14      |
| 3.  | 〈The World Has Turned and Left Me Here〉 | 쿼모, 윌슨                              | 4:26      |
| 4.  | 〈Buddy Holly〉                           |                                         | 2:04      |
| 5.  | 〈Undone – The Sweater Song〉             |                                         | 4:55      |
| 6.  | 〈Surf Wax America〉                      | 쿼모, 윌슨                              | 3:04      |
| 7.  | 〈Say It Ain't So〉                       |                                         | 4:18      |
| 8.  | 〈In the Garage〉                         |                                         | 3:56      |
| 9.  | 〈Holiday〉                               |                                         | 3:26      |
| 10. | 〈Only in Dreams〉                        |                                         | 7:59      |

## 인증
| 국가                       | 인증        | 판매량/출하량 |
| -------------------------- | ----------- | ------------- |
| 캐나다 (뮤직 캐나다)       | 2× 플래티넘 | 200,000^      |
| 뉴질랜드 (RMNZ)            | 플래티넘    | 15,000^       |
| 영국 (BPI)                 | 골드        | 100,000^      |
| 미국 (RIAA)                | 3× 플래티넘 | 3,000,000^    |
| ^출하량을 기반으로 한 인증 |             |               |